# Protichneumon radtkeorum
Protichneumon radtkeorum är en stekelart som beskrevs av Heinrich 1972. Protichneumon radtkeorum ingår i släktet Protichneumon och familjen brokparasitsteklar. Inga underarter finns listade i Catalogue of Life.